# Alanís
Alanís é um município da Espanha na província de Sevilha, comunidade autónoma da Andaluzia, de área 280,13 km² com população de 1974 habitantes (2004) e densidade populacional de 7,05 hab/km².

## Demografia
| Variação demográfica do município entre 1991 e 2004 | Variação demográfica do município entre 1991 e 2004 | Variação demográfica do município entre 1991 e 2004 | Variação demográfica do município entre 1991 e 2004 |
| --------------------------------------------------- | --------------------------------------------------- | --------------------------------------------------- | --------------------------------------------------- |
| 1991                                                | 1996                                                | 2001                                                | 2004                                                |
| 2125                                                | 2108                                                | 2008                                                | 1974                                                |